# Ekby
Ekby är kyrkbyn i Ekby socken i Mariestads kommun i Västergötland. För bebyggelsen i orten avgränsade SCB 1990 en småort, vilken status upphörde därefter. Mellan 2015 och 2020 avgränsade SCB här åter en småort.
I Ekby ligger Ekby kyrka.